# Dragsfjärden

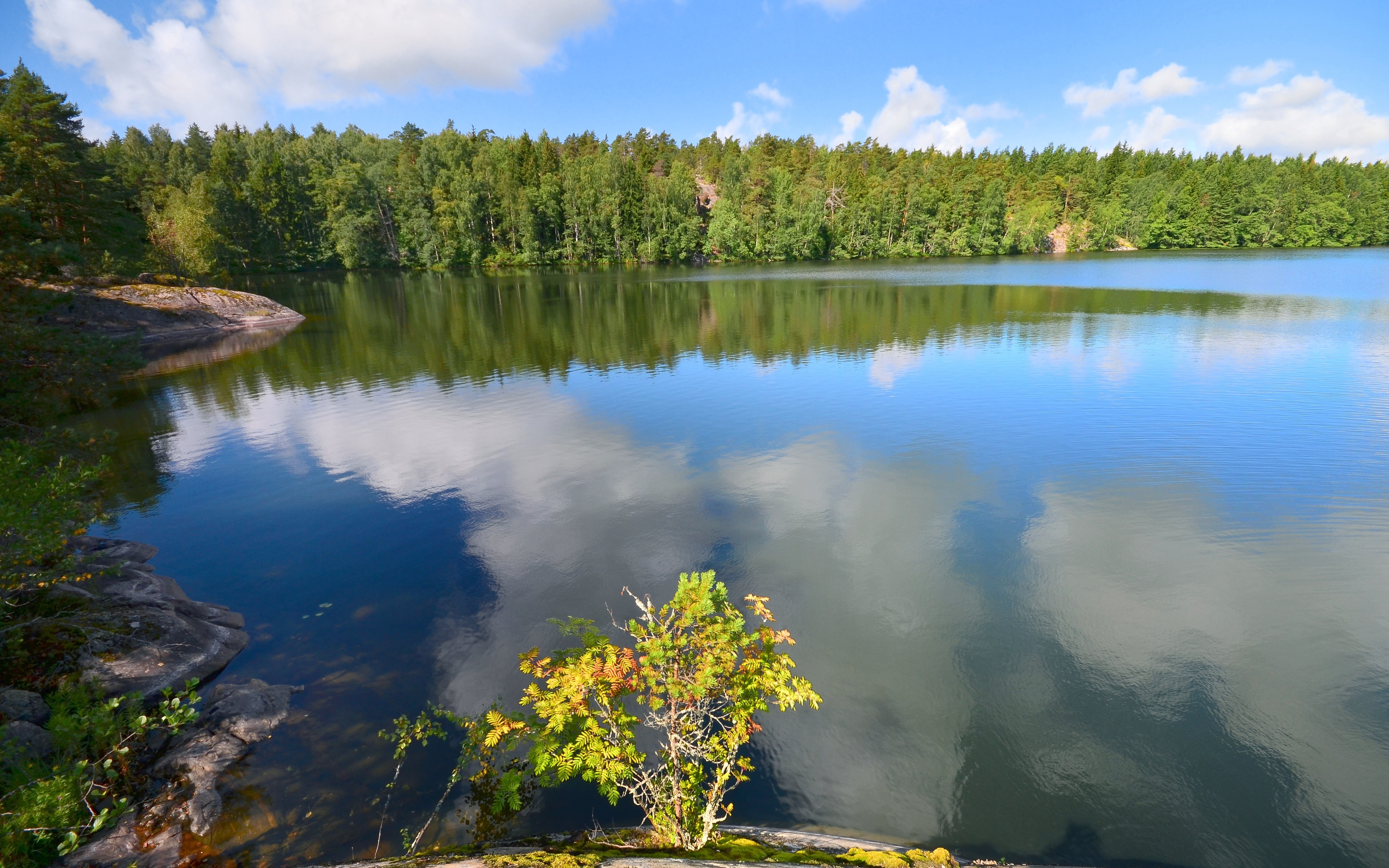

Dragsfjärden är den största sjön i före detta Dragsfjärds kommun, Åboland, Finland. Den är ca 7 km lång och ca 1,3 km bred på det bredaste stället. Den ligger i nuvarande kommunen Kimitoön i landskapet Egentliga Finland, i den södra delen av landet, 140 km väster om huvudstaden Helsingfors. Dragsfjärden ligger 0,8 meter över havet. Den är 15,37 meter djup. Arean är 3,54 kvadratkilometer och strandlinjen är 25,12 kilometer lång. Sjön  ingår i Södra Skärgårdshavets avrinningsområde.   I omgivningarna runt Dragsfjärden växer i huvudsak barrskog.
Två vattenanläggningar vid sjön förser Dragsfjärdsborna med dricksvatten. Vatten pumpas ur sjön till Stora Masungsträsket, varifrån stålfabriken Ovako i Dalsbruk tar sitt kylvatten.
Alger i sjön förorsakade problem i kommunens vattenförsörjning år 1989. Även senare har ökade algmängder vållat problem, trots förbättrade reningsprocesser i vattenanläggningarna. År 1997 upptäcktes kräftpest i Dragsfjärden.
Namnet härstammar inte från fiskedrag utan från ett annat fiskeredskap som dras genom vattnet, nämligen not.[källa behövs] Sjöns norra, öppna del har fin och jämn sandbotten som lämpar sig väl för notfiske.
Det finns sex öar i Dragsfjärden:
- Minas grundet (0,2 ha)
- Skabbholmen (3,0 ha)
- Silen (0,2 ha)
- Haraholmen (1,0 ha)
- Långholmen (7,6 ha)
- Jepparn (0,3 ha)

Långholmen är den enda som är bebyggd. Haraholmen, och största delen av Långholmen är naturskyddsområde.
I norra änden av Dragsfjärden ligger samhället Dragsfjärd. Dragsfjärd ligger på en grusås som skiljer Dragsfjärden från Norrfjärden.